# Calanus penicillatus
Calanus penicillatus is een eenoogkreeftjessoort uit de familie van de Calanidae. De wetenschappelijke naam van de soort is voor het eerst geldig gepubliceerd in 1856 door Lubbock.